# Molannodes epaphos
Molannodes epaphos är en nattsländeart som beskrevs av Malicky 2000. Molannodes epaphos ingår i släktet Molannodes och familjen skivrörsnattsländor. Inga underarter finns listade i Catalogue of Life.